# Regierung Moltke IV

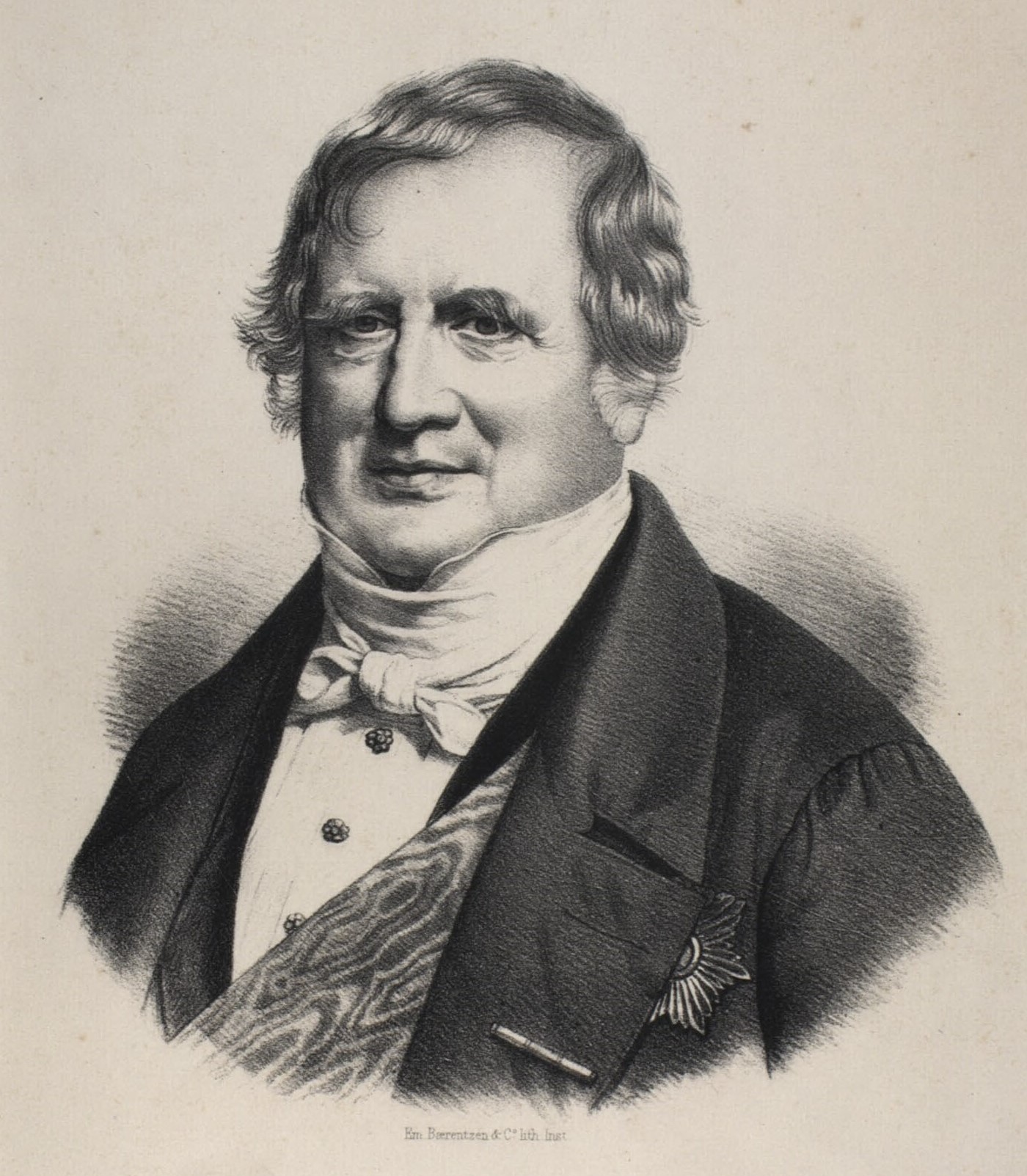
Adam Wilhelm Moltke

Das Kabinett Moltke IV (sog. „Oktoberministerium“) stellte von 18. Oktober 1851 bis 28. Januar 1852 die dänische Regierung. Die Regierung setzte sich vor allem aus konservativen und unpolitischen Mitgliedern zusammen.
| Kabinett Moltke IV (sog. „Oktoberministerium“) 18. Oktober 1851 – 28. Januar 1852 | Kabinett Moltke IV (sog. „Oktoberministerium“) 18. Oktober 1851 – 28. Januar 1852 | Kabinett Moltke IV (sog. „Oktoberministerium“) 18. Oktober 1851 – 28. Januar 1852 |
| Amt/Ressort                                                                       | Name                                                                              | Amtszeit                                                                          |
| --------------------------------------------------------------------------------- | --------------------------------------------------------------------------------- | --------------------------------------------------------------------------------- |
| Premierminister                                                                   | Adam Wilhelm Moltke                                                               | 18. Oktober 1851 – 28. Januar 1852                                                |
| Außenminister                                                                     | Christian Albrecht Bluhme                                                         | 18. Oktober 1851 – 28. Januar 1852                                                |
| Finanzminister                                                                    | Wilhelm Sponneck                                                                  | 18. Oktober 1851 – 28. Januar 1852                                                |
| Innenminister                                                                     | Fritz Tillisch                                                                    | 18. Oktober 1851 – 28. Januar 1852                                                |
| Justizminister                                                                    | Anton Wilhelm Scheel                                                              | 18. Oktober 1851 – 28. Januar 1852                                                |
| Kriegsminister                                                                    | Carl Julius Flensborg                                                             | 18. Oktober 1851 – 28. Januar 1852                                                |
| Kultusminister                                                                    | Johan Nicolai Madvig Peter Georg Bang                                             | 18. Oktober 1851 – 7. Dezember 1851 7. Dezember 1851 – 28. Januar 1852            |
| Marineminister                                                                    | Carl van Dockum                                                                   | 18. Oktober 1851 – 28. Januar 1852                                                |
| Minister für Schleswig                                                            | Carl Emil Bardenfleth                                                             | 18. Oktober 1851 – 28. Januar 1852                                                |
| Minister ohne Geschäftsbereich                                                    | Karl von Moltke                                                                   | 18. Oktober 1851 – 28. Januar 1852                                                |